# Главный корпус Варшавского университета (Ростов-на-Дону)
Здание бывшего главного корпуса Донского (Варшавского) университета — здание в Ростове-на-Дону, построенное в 1912—1914 годах по проекту архитектора И. Е. Черкесиана. Расположено на углу Большой Садовой улицы и переулка Островского. В настоящее время является одним из корпусов Южного федерального университета. Здание построено в стиле модерн и имеет статус объекта культурного наследия регионального значения.

## История

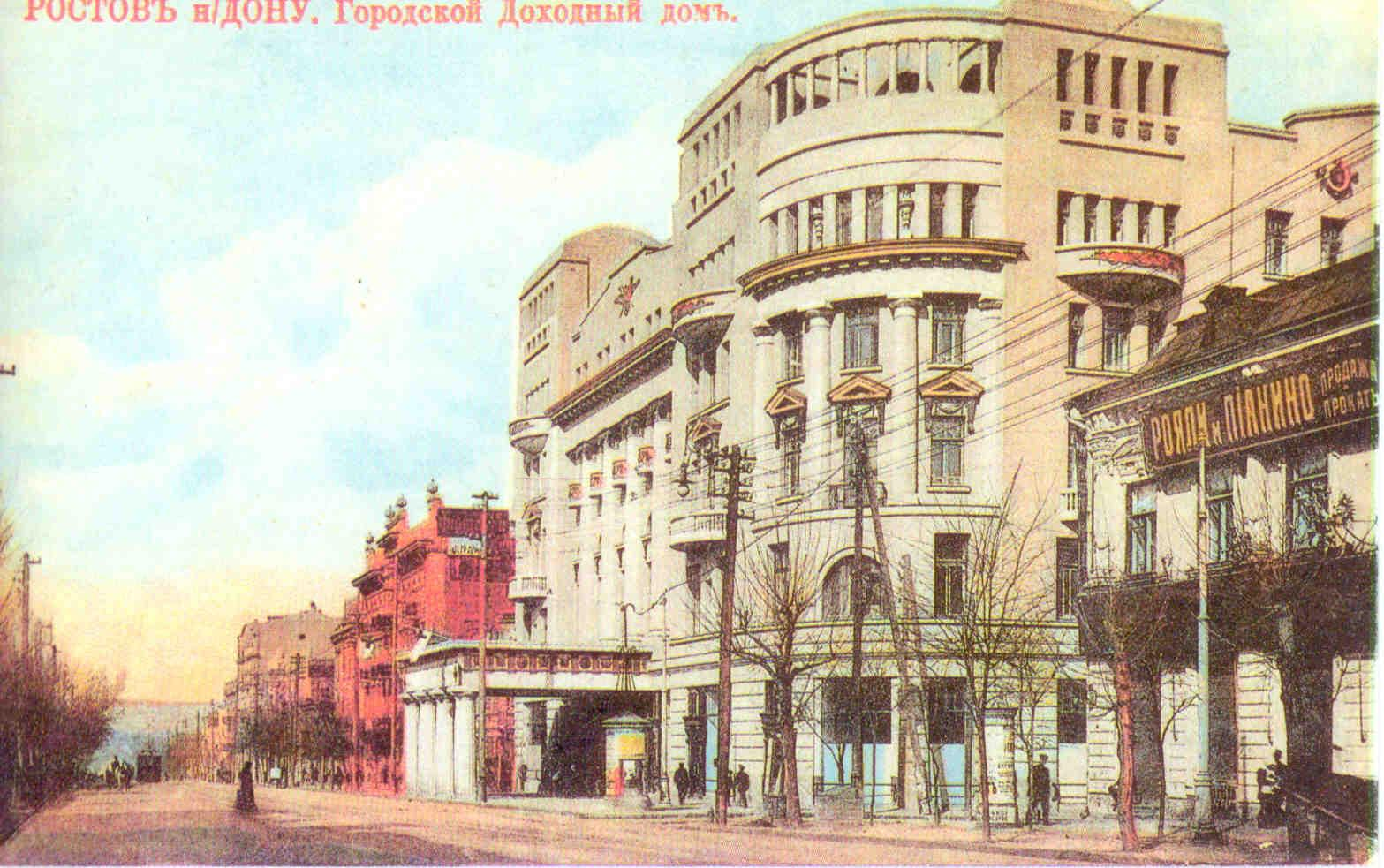
Городской доходный дом на дореволюционной открытке

В начале XX века в районе пересечения Почтового переулка (ныне пер. Островского) и Большой Садовой улицы располагались корпуса фабрики и завода купца 1-й гильдии Н. И. Чурилина. В 1912 году городская дума приняла решение построить здесь доходный дом. Был проведён конкурс, первое место в котором занял проект студента Института гражданских инженеров И. Е. Черкесиана (Черкесова). Второе и третье места заняли соответственно проекты киевского инженера И. Г. Торова и ростовского архитектора Г. Н. Васильева. Проект Черкесиана с некоторыми изменениями был утверждён. В том же году началось строительство, и в 1914 году городской доходный дом был открыт.
В 1915 году немецкие войска приближались к Варшаве, и тогда было решено эвакуировать Варшавский университет в Ростов-на-Дону. Бывший городской доходный дом стал главным корпусом университета. Там разместились историко-филологический, физико-математический, юридический и медицинский факультеты, различные научные общества, лаборатории и клиники. В 1917 году университет был назван Донским. В середине 1930-х годов главный корпус Ростовского университета переместился в бывший Доходный дом Кистова. А в бывшем городском доходном доме разместился Ростовский педагогический институт.
В 1993 году Педагогический институт стал университетом. В 2006 году он был включён в состав Южного федерального университета. В мае 2021 года в здании произошло обрушение потолка, которые выявило аварийное состояние данного здания. С этого момента все занятия студентов и кафедры сотрудников ЮФУ были распределены по другим корпусам ВУЗа. В настоящее время в здании идёт реставрация и ремонт. До обрушения потолка и вынужденного переезда в здании находился Институт истории и международных отношений ЮФУ.

## Архитектура
Здание построено в духе модерна с элементами классического стиля. Пятиэтажное здание имеет сложную конфигурацию в плане. Юго-восточный угол, выходящий на перекрёсток, скруглён. Главный фасад выходит на Большую Садовую улицу, он оформлен штукатуркой с лепным декором. В центральной части над главным входом выделен четырёхколонный портик, завершённый гладким фризом, карнизом и аттиком. Первоначально колонны визуально опирались на широкий балкон с портиком у центрального входа (демонтирован в 1970-е, см. открытку). Главный вход декорирован наличниками и сандриком. На втором этаже установлены декоративные вазы в нишах. Балконы четвёртого этажа имеют ажурные кованые ограждения. В центре фасада, выходящего на переулок Островского, выделяется двухэтажный эркер. Здание имеет коридорную систему планировки.